# (2723) Gorshkov

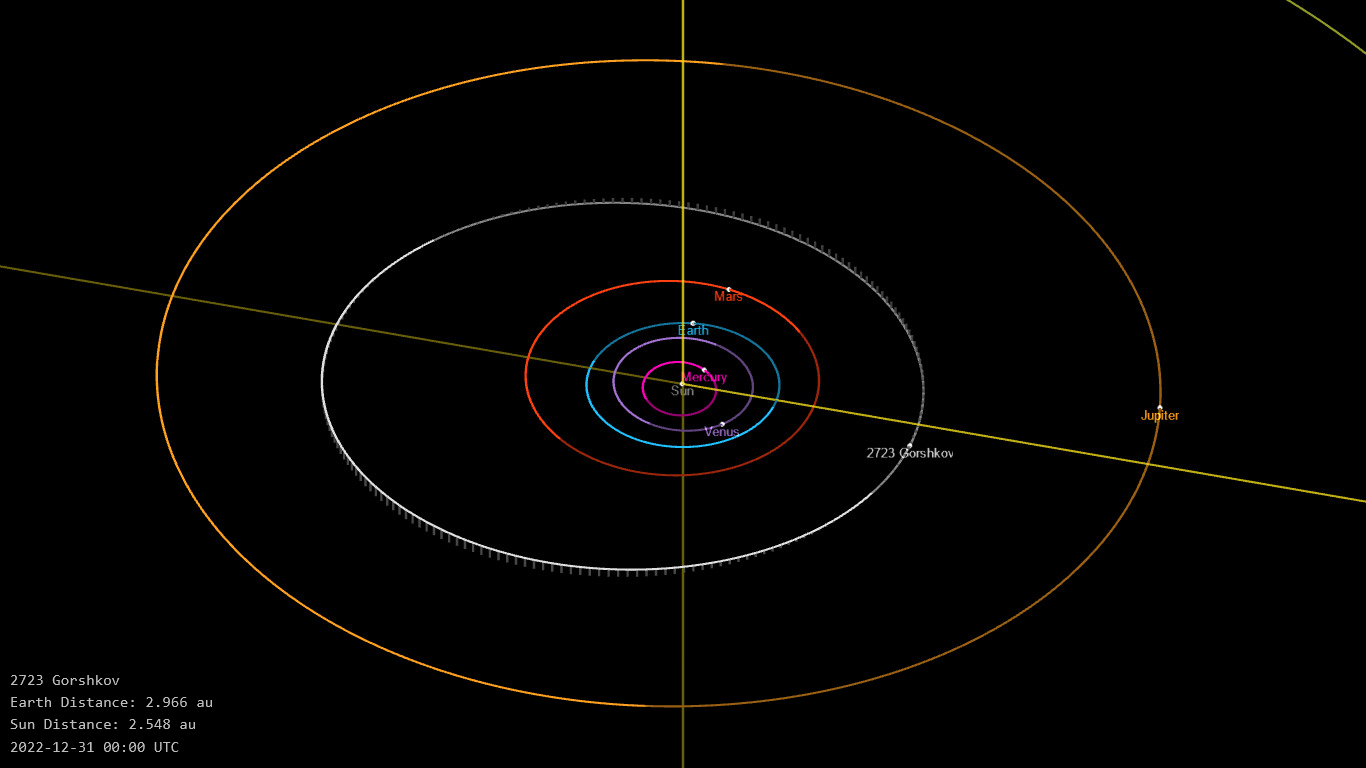
(2723) Gorshkov

(2723) Gorshkov est un astéroïde de la ceinture principale.

## Description
(2723) Gorshkov est un astéroïde de la ceinture principale. Il fut découvert le 31 août 1978 à Naoutchnyï par Nikolaï Tchernykh. Il présente une orbite caractérisée par un demi-grand axe de 3,12 UA, une excentricité de 0,20 et une inclinaison de 2,1° par rapport à l'écliptique.

## Compléments